# لاست أكشن هيرو
لاست أكشن هيرو (بالإنجليزية: Last Action Hero)‏ ، هي فيلم أمريكي كوميدي أكشن ، أنتجت سنة 1993م ، من بطولة أرنولد شوارزنيجر وأنتوني كوين واوستن براين.

## وصلات خارجية
- September 9, 1991 first draft script by Zak Penn and Adam Leff at Awesomefilm
- October 10, 1992 composite draft script by Zak Penn and Adam Leff, current draft by Shane Black and David Arnott, doctored by William Goldman at Awesomefilm
- Movie stills from film.virtual-history.com
- لاست أكشن هيرو على موقع IMDb (الإنجليزية)
- لاست أكشن هيرو على موقع ميتاكريتيك (الإنجليزية)
- لاست أكشن هيرو على موقع روتن توميتوز (الإنجليزية)
- لاست أكشن هيرو على موقع نتفليكس (الإنجليزية)
- لاست أكشن هيرو على موقع ألو سيني (الفرنسية)
- لاست أكشن هيرو على موقع Turner Classic Movies (الإنجليزية)
- لاست أكشن هيرو على موقع أول موفي (الإنجليزية)
- لاست أكشن هيرو على موقع بوكس أوفيس موجو (الإنجليزية)
- لاست أكشن هيرو على موقع فيلمافينيتي (الإسبانية)
- لاست أكشن هيرو على موقع قاعدة بيانات الأفلام السويدية (السويدية)
- Last Action Hero at الطماطم الفاسدة
- Siskel & Ebert review of Last Action Hero from siskelandebert.org